# Echiko Maeda
Pour les articles homonymes, voir Maeda.
Echiko Maeda (前田悦智, Maeda Echiko), née le 31 janvier 1952 à Tokyo (Japon), est une joueuse de volley-ball japonaise.
Elle fait partie de la sélection nationale japonaise sacrée championne olympique aux Jeux d'été de 1976 à Montréal.

## Palmarès
- Jeux olympiques (1)
  - Vainqueur : 1976

- Championnat du monde (1)
  - Vainqueur : 1974

- Coupe du monde (1)
  - Vainqueur : 1977